# 川島大橋
川島大橋（かわしまおおはし）は、岐阜県各務原市を流れる木曽川本流に架かる岐阜県道180号松原芋島線の橋。各務原市川島松原町と川島笠田町を結んでいる。
1962年（昭和37年）8月8日開通。2021年（令和3年）5月28日には橋脚に異常が見つかって通行止めとなり、旧橋が解体されて新橋の建設が進められている。

## 諸元
- 供用開始
  - 車道橋 - 1962年（昭和37年）8月[2]8日[3]（車道橋）
  - 歩行者・自転車橋 - 1969年（昭和44年）2月6日
- 延長 - 343.50 m[注釈 1][1]。
- 幅員
  - 車道橋 - 6.00 m[注釈 1]
  - 歩道橋 - 2.25 m
- 橋種 - 鋼5径間連続トラス橋[2]
- トラス高さ - 7.8 m[1]
- 架橋当時経費 - 202,076,000円[2]

## 歴史
江戸時代のこの地域には、現在の川島大橋の下流約300mの場所で笠田の渡しという渡船が運航されていた。笠田の渡しの上流約2kmには松倉の渡し（愛知県道151号・岐阜県道114号一宮各務原線）があったが、この場所に架橋される事はなく、川島大橋の開通によって松倉の渡しは廃止された。

### 旧橋時代（1962年～2021年）
川島大橋の架橋に向けた運動は10年間にも及んだ。1953年（昭和28年）に期成同盟会が発足。1956年（昭和31年）には期成同盟会により岐阜県知事に陳情が行われている。陳情書はこの橋が名古屋市から一宮市、川島村を経由し、郡上郡を経て、北陸へ向かうルートとなることが訴えられており、期成同盟会の市町村長名（一宮市、木曽川町、岐阜市、羽島市、美濃市、上羽栗村、八剣村、笠松町、柳津村、稲羽町、那加町、蘇原町、芥見村、八幡町）が署名している。
1959年（昭和34年）8月には木曽川南派川に河田橋が開通し、木曽川本流（北派川）への架橋の前提が確立すると、同年には初めて川島大橋の建設費が予算として計上された。なお、建設中には便宜的に笠田橋という名称が用いられていた。
1959年（昭和34年）着工。1962年（昭和37年）8月8日に川島大橋が開通し、河野一郎建設大臣、松野幸泰岐阜県知事、大野伴睦衆議院議員が列席して竣工式が行われた。総工費は1億8000万円。木曽川本流は川幅が広いため、日本初の5径間連続トラス橋となった。なお、架橋によって川島町の中心部と笠田町が結ばれ、同年8月31日をもって川島町立川島小学校笠田分校は廃止された。

### 異常の発覚と復旧

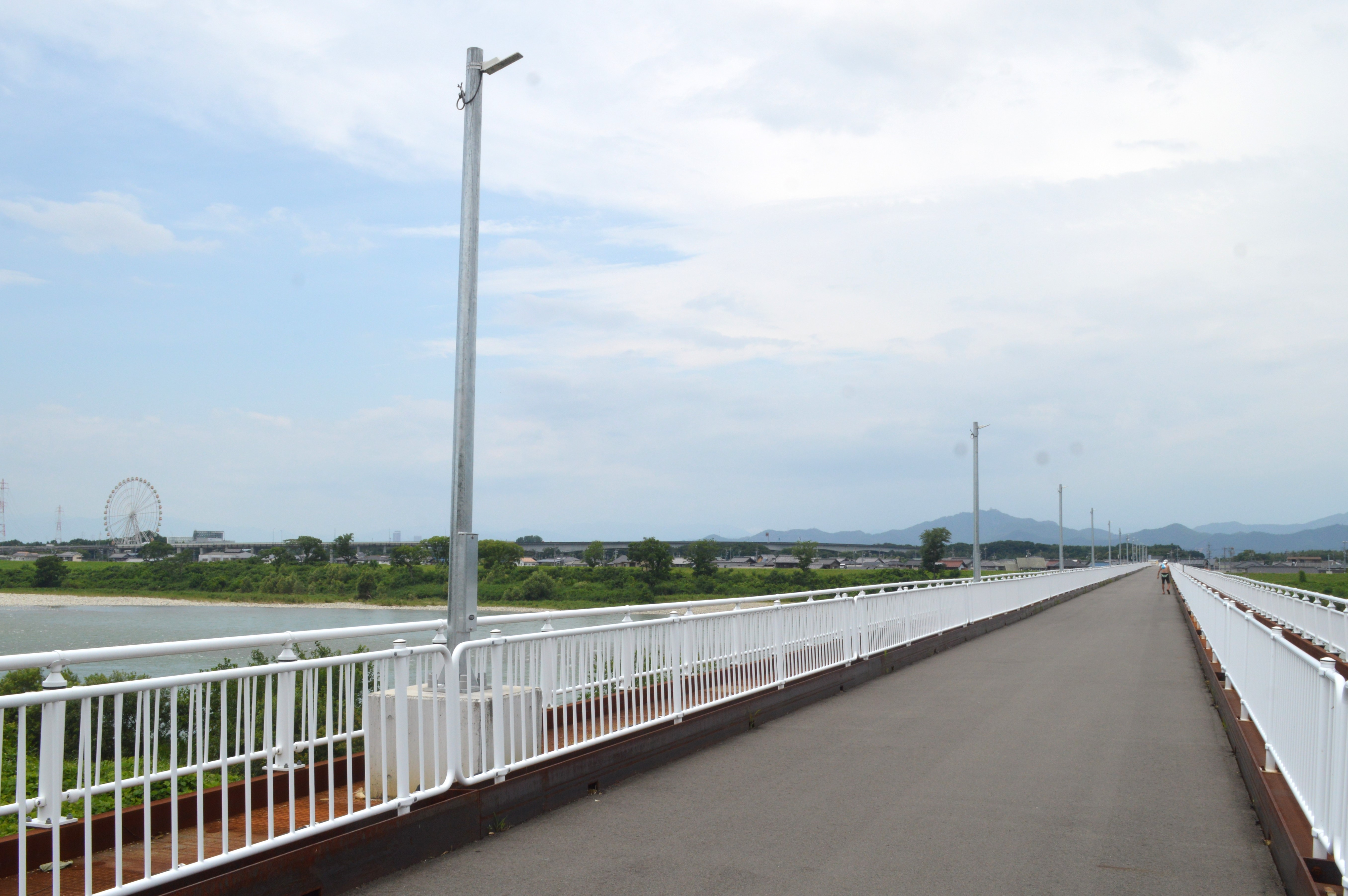
歩行者用仮橋

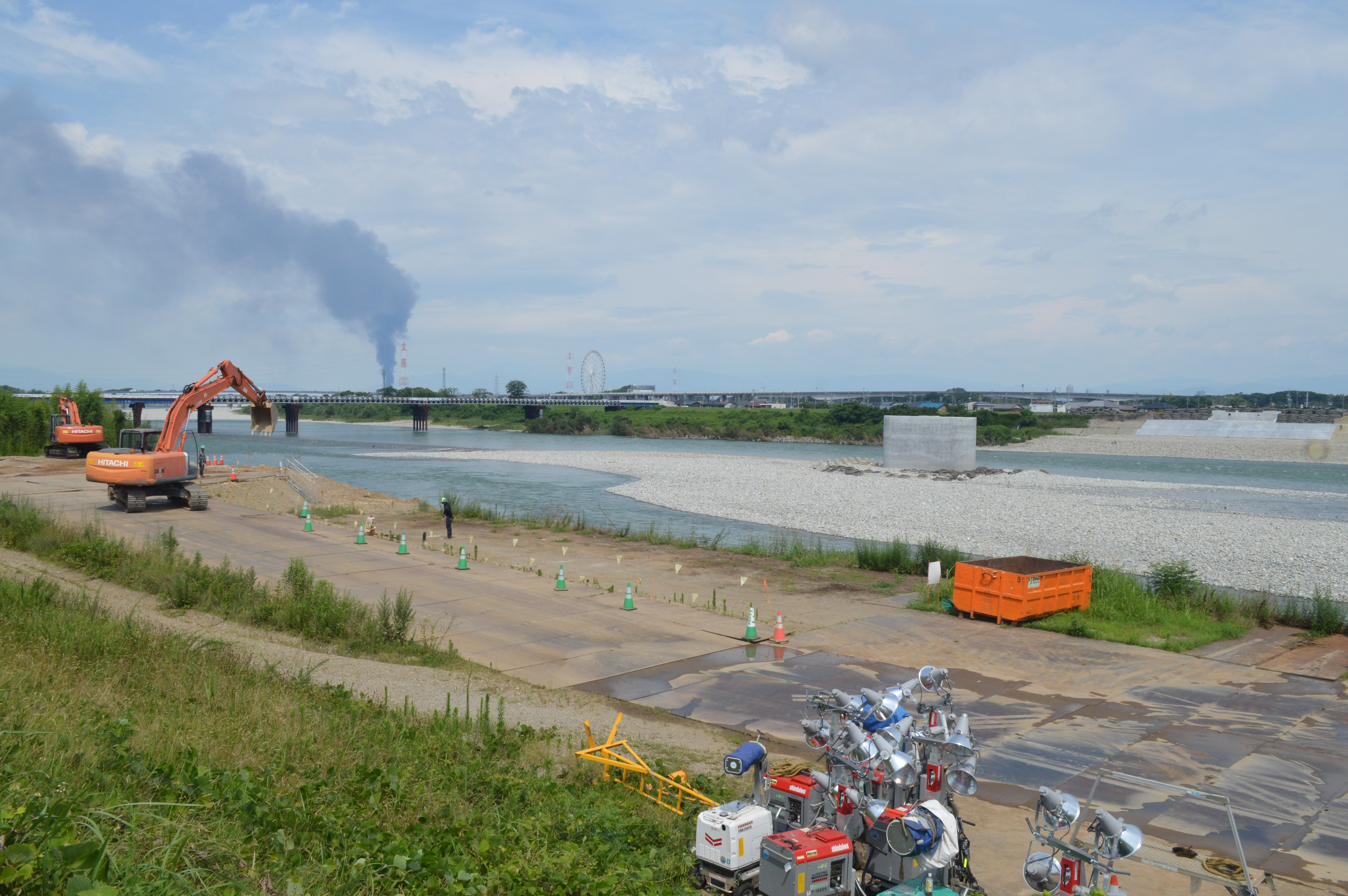
旧橋の撤去後（2024年7月）。下流（左奥）に見えるのは歩行者用仮橋。

2021年（令和3年）5月28日、通行人から橋が傾いているという通報があり、同日22時から通行止めになった。通報の一週間前の5月20日から21日に集中豪雨があり、木曽川は増水していたことから、この集中豪雨が橋脚が傾いたとされる。右岸側のP4橋脚が洗掘により上流側に傾くという異常が確認され、6月9日から約1ヶ月程度緊急対策工事が行われ、橋脚がこれ以上傾かないように、河道の変更と橋脚の周りの埋め立てが行われた。
同年9月3日、国土交通省は川島大橋の早期復旧に向けて、国の権限代行による災害復旧事業に着手すると発表した。当初は損傷がP4橋脚を起点とするP3-A2の2径間であり、A1-P3間は大きな損傷を受けていないことから、P3-A2のみ架け替えるか、または全体を架け替えるかが検討された。しかし、A1-P3間の応力バランスを検証すると曲げモーメントが変わってしまっており、バランスが崩れていることが判明。橋自体も1956年（昭和31年）の鋼道路橋設計示方書で設計され、耐震性に問題があることから、全体を架け替えることとなった。
復旧は国の権限代行による災害復旧事業によって行われ、同年10月27日に国による復旧作業が開始された。復旧は被災した橋梁の撤去、歩行者用の仮橋、本復旧（新橋設置）で進行されている。同年12月1日から橋脚及び上部構造部の撤去、及び下流約300mの位置（笠田町公民館南の旧・笠田渡船跡付近に該当）に歩行者用の仮橋の建設に着手した。
歩行者用の仮橋（川島大橋歩行者用仮橋）は長さ395 m（左岸仮設用仮橋199 m、応急組立橋174 m、右岸仮設用仮橋22 m）、歩道幅員4 m。2022年（令和4年）8月26日に供用が開始された。仮橋は歩行者・自転車専用であり、原動機付自転車やオートバイの通行は禁止されている。また、犬山市の犬山水位観測所での木曽川の水位が11.6mを超過した場合通行止めとなる。
新橋は既設橋を撤去し、同じ位置に設置。また、被災原因の除去、早期復旧を図る（撤去と同時進行で新橋の橋脚基礎部の工事を行うなど）ため、鋼2径間アーチ橋を採用となる。計画では全長約360 m。鋼2径間連続アーチ構造とし、アーチ部の高さは最大約20 mとなる。2022年（令和4年）12月1日に着工。新たな橋の完成は4～6年後（2026年から2028年）を目指している。
2023年（令和5年）2月、旧橋の上部構造物の撤去が完了した。最後に残っていた橋脚（P1）及び川島松原町側の構造物も同年11月に撤去された。